# Akamasia cyprogenia
Akamasia cyprogenia är en spindelart som först beskrevs av Jan Bosselaers 1997.  Akamasia cyprogenia ingår i släktet Akamasia och familjen Zoropsidae.
Artens utbredningsområde är Cypern. Inga underarter finns listade i Catalogue of Life.